# Дубровка (Брянський район)
Дубровка (рос. Дубровка) — присілок в Брянському районі Брянської області Російської Федерації.
Населення становить 825 осіб. Входить до складу муніципального утворення Новодарковицьке сільське поселення.

## Історія
Від 2005 року входить до складу муніципального утворення Новодарковицьке сільське поселення.

## Населення
| 2010 | 2012 | 2013 |
| ---- | ---- | ---- |
| 824  | ↗839 | ↘825 |